# Зимон Аман
Зимон Аман (на немски: Simon Ammann) е швейцарски състезател по ски скокове.
Той е четирикратен олимпийски шампион което е изравнен рекорд на финландеца Мати Нюкенен, който, обаче, печели един от медалите си в отборното състезание на зимните олимпийски игри в Калгари през 1988 г.
Зимон Аман започва да скача когато е 11-годишен. Състезава се за Световната купа от сезон 2001 – 2002.
Печели златните медали от малка и голяма шанца на Олимпийските игри в Солт Лейк Сити 2002.
През сезон 2006 – 2007 завършва трети за Световната купа и на Турнира на четирите шанци. Печели златен и сребърен медал от голяма и малка шанца на Световното първенство по ски северни дисциплини през 2007 г. в Сапоро.
През сезон 2008 – 2009 завършва втори за Световната купа и на Турнира на четирите шанци. Печели бронзов от голямата шанца на Световното първенство през 2009 г. в Либерец.
През сезон 2009 – 2010 печели Световната купа и златните медали от малка и голяма шанца на Олимпиадата във Ванкувър.
Към 12 март 2010 има осем победи за Световната купа.